# 春野町気田
春野町気田（はるのちょうけた）は静岡県浜松市天竜区の大字。

## 地理
浜松市天竜区の東部、春野地区の北西部に位置する。東で春野町長蔵寺及び春野町石打松下、西で佐久間町上平山、南で春野町宮川、北で春野町豊岡と接する。

### 河川
- 気田川

## 歴史

### 沿革
- 1876年 （明治9年） - 気田十五七百村が気田村に編入される[WEB 6]。
- 1889年（明治22年）4月1日 - 町村制の施行により、周智郡気田村が周辺の村と合併し、周智郡気多村となる[WEB 7]。旧村名は気多村の大字として残る[WEB 8]。
- 1957年（昭和32年）8月1日 – 春野町が気多村と新設合併を行い、改めて春野町が発足する。
- 2005年（平成17年）7月1日 – 春野町外10市町村が浜松市に編入される。
- 2007年（平成19年）4月1日 - 浜松市が政令指定都市となる。春野町気田は天竜区の一部となる。

## 施設
- 浜松市立気田幼稚園
- 浜松市立気田小学校
- 浜松市立春野中学校
- 気多郵便局
- マックスバリュエクスプレス天竜春野町店
- 曹洞宗 正源寺

## 交通

### バス
- 秋葉バスサービス：（遠州森町 方面 - ）仇山 - 正源寺前 - 春野中学校前 - 気多
- 浜松市春野ふれあいバス
  - 清流気田川線（月・金曜運行、午後便は事前予約が必要）：（ふれあい公園 方面 - ）気田下区（岡本医院前） - 気田小入口（浅倉歯科前） - 商工会前（もちの木診療所） - まほろば診療所前 - 気田上 - 金川（浅倉医院前）（ - 勝坂 方面）
  - 気田川循環線（火・金曜運行、午後便は事前予約が必要）：（一草 方面 - ）気田下区（岡本医院前） - 気田小入口（浅倉歯科前） - 商工会前（もちの木診療所） - まほろば診療所前 - 気田上 - 金川（浅倉医院前）（ - 春野協働センター 方面）
  - 杉・川上線（火・金曜運行、全便事前予約制）：（春野協働センター 方面 - ）春野中学校前 - 気田 - まほろば診療所 - 気田上 - 金川（ - 川竹 方面）
  - 岩嶽線（水・土曜運行、午後便は事前予約が必要）：（春野協働センター 方面 - ）気田下区（岡本医院前） - 気田小入口（浅倉歯科前） - 商工会前（もちの木診療所） - まほろば診療所前 - 気田上 - 金川（浅倉医院前） - 木の子島 - 郷島下 - 郷島上 - 気田下区（岡本医院前） - 気田小入口（浅倉歯科前） - 商工会前（もちの木診療所） - まほろば診療所前 - 気田上 - 金川（浅倉医院前）（ - みやま会館 方面）
    - 遠鉄タクシーに委託
    - 祝日及び年末年始は運休

### 道路
- 国道362号
- 国道473号

## その他

### 学区
小学校・中学校の学区は以下の通りである。
- 浜松市立気田小学校
- 浜松市立春野中学校

### 警察
警察の管轄区域は以下の通りである。
| 番・番地等 | 警察署     | 交番・駐在所     |
| ---------- | ---------- | ---------------- |
| 全域       | 天竜警察署 | 気田警察官駐在所 |

### 消防
消防の管轄区域は以下の通りである。
| 番・番地等 | 消防署     | 本署/出張所 |
| ---------- | ---------- | ----------- |
| 全域       | 天竜消防署 | 春野出張所  |

### 指定文化財
- 旧王子製紙製品倉庫（春野町気田556-1）（県指定有形文化財・建造物）[WEB 12]

### WEB
1. ↑  “h02_22.csv”.   総務省 (2022年2月10日). 2024年12月8日閲覧。
2. ↑  “静岡県浜松市天竜区 (22137)｜国勢調査町丁・字等別境界データセット”.   人文学オープンデータ共同利用センター. 2024年12月8日閲覧。
3. ↑  “静岡県 浜松市天竜区 春野町気田の郵便番号 - 日本郵便”.   日本郵便. 2024年12月8日閲覧。
4. ↑  “市外局番の一覧”.   総務省 (2022年3月1日). 2024年12月8日閲覧。
5. ↑  “事業所案内及び管轄地域（事務所3件、分室3件）”.   一般社団法人静岡県自動車会議所. 2024年12月8日閲覧。
6. ↑  “解説ページ”.   株式会社エア. 2024年12月8日閲覧。
7. ↑  “historyofcities.pdf”.   静岡県総務部合併推進室・財団法人静岡県市町村振興協会. 2024年12月8日閲覧。
8. ↑  “解説ページ”.   株式会社エア. 2024年12月8日閲覧。
9. ↑  “学校名から探す／浜松市”.   浜松市 (2024年1月1日). 2024年12月8日閲覧。
10. ↑  “気田駐在所｜静岡県警察”.   静岡県警察 (2023年1月11日). 2024年12月8日閲覧。
11. ↑  “消防署の町別管轄「は」／浜松市”.   浜松市 (2024年3月21日). 2024年12月8日閲覧。
12. ↑  “しずおか文化財ナビ 旧王子製紙製品倉庫｜静岡県公式ホームページ”.   静岡県 (2023年11月4日). 2024年12月9日閲覧。